# Hans Paetsch
Hans Paetsch (* 7. Dezember 1909 in Altmünsterol, Elsass; † 3. Februar 2002 in Hamburg) war ein deutscher Schauspieler, Hörspiel-, Synchronsprecher und Filmregisseur. Er hatte eine der bekanntesten Stimmen im deutschsprachigen Raum und galt in der Bundesrepublik Deutschland als „Märchenonkel der Nation“.

## Leben
Hans Paetsch wurde als Sohn des Zollbeamten Ludwig Paetsch und dessen Frau Anna im Grenzort Altmünsterol im Elsass (heute: Montreux-Vieux, Frankreich) geboren. Er wuchs in Straßburg, Darmstadt und Berlin auf. Nach dem Abitur studierte er in Marburg und Berlin. Nachdem er während des Studiums bei einer Schüleraufführung sein Interesse am Theater entdeckt hatte, trat das Philologiestudium in den Hintergrund und Paetsch beschloss, Schauspieler zu werden. Nach Abschluss des Studiums erhielt er 1931 sein erstes Engagement am Stadttheater Gießen. Es folgten Engagements am Theater der Stadt Heidelberg, an den Bühnen der Hansestadt Lübeck, am Saarländischen Staatstheater Saarbrücken (bis 1939), von  1939 bis 1944 am Deutschen Theater Prag. In Saarbrücken wurde er zusammen mit dem übrigen Ensemble nach einer Aufführung von Madame Dubarry Adolf Hitler vorgestellt.
1944 wurde er zur Wehrmacht einberufen. Nach kurzer Ausbildung erlebte er die Verteidigung der Stadt Köthen (Anhalt). Sein Regiment zog bis Tangermünde. Anschließend ging er in Kriegsgefangenschaft. Er traf später seine Frau in Selbitz (Oberfranken) wieder.
Nach dem Zweiten Weltkrieg spielte er am Staatstheater Braunschweig und von 1946 bis 1947 am Württembergischen Staatstheater Stuttgart. 1947 fand er das Schauspielhaus, das er für den Rest seines Theaterlebens nicht mehr verlassen sollte: das Thalia-Theater in Hamburg. Die nächsten 28 Jahre, bis 1975, arbeitete er dort unter den Intendanten Willy Maertens, Kurt Raeck und Boy Gobert als Schauspieler und Regisseur.
Am bekanntesten wurde Hans Paetsch einem breiten Publikum seit den 1960er-Jahren als Erzähler in zahllosen Aufnahmen klassischer Märchen und anderen Hörspielproduktionen für Kinder, hauptsächlich für das Tonstudio Europa (darunter Die Hexe Schrumpeldei, Der kleine Muck oder Hui Buh), denen er mehr als 30 Jahre lang seine markante Stimme lieh. Allerdings gab es auch Hörspiele, in denen Paetsch andere Rollen übernahm, zum Beispiel in der Europa-Serie Edgar Wallace oder Die drei ???. Sporadisch stellte er sogar sein komödiantisches Talent unter Beweis: so war er der glücklose Gaius Bockschus in Folge 1 der 1980er-Asterix-Hörspielreihe, oder der mysteriöse Dr. Stein in der Folge Dracula und Frankenstein, die Blutfürsten aus H. G. Francis’ Gruselserie.

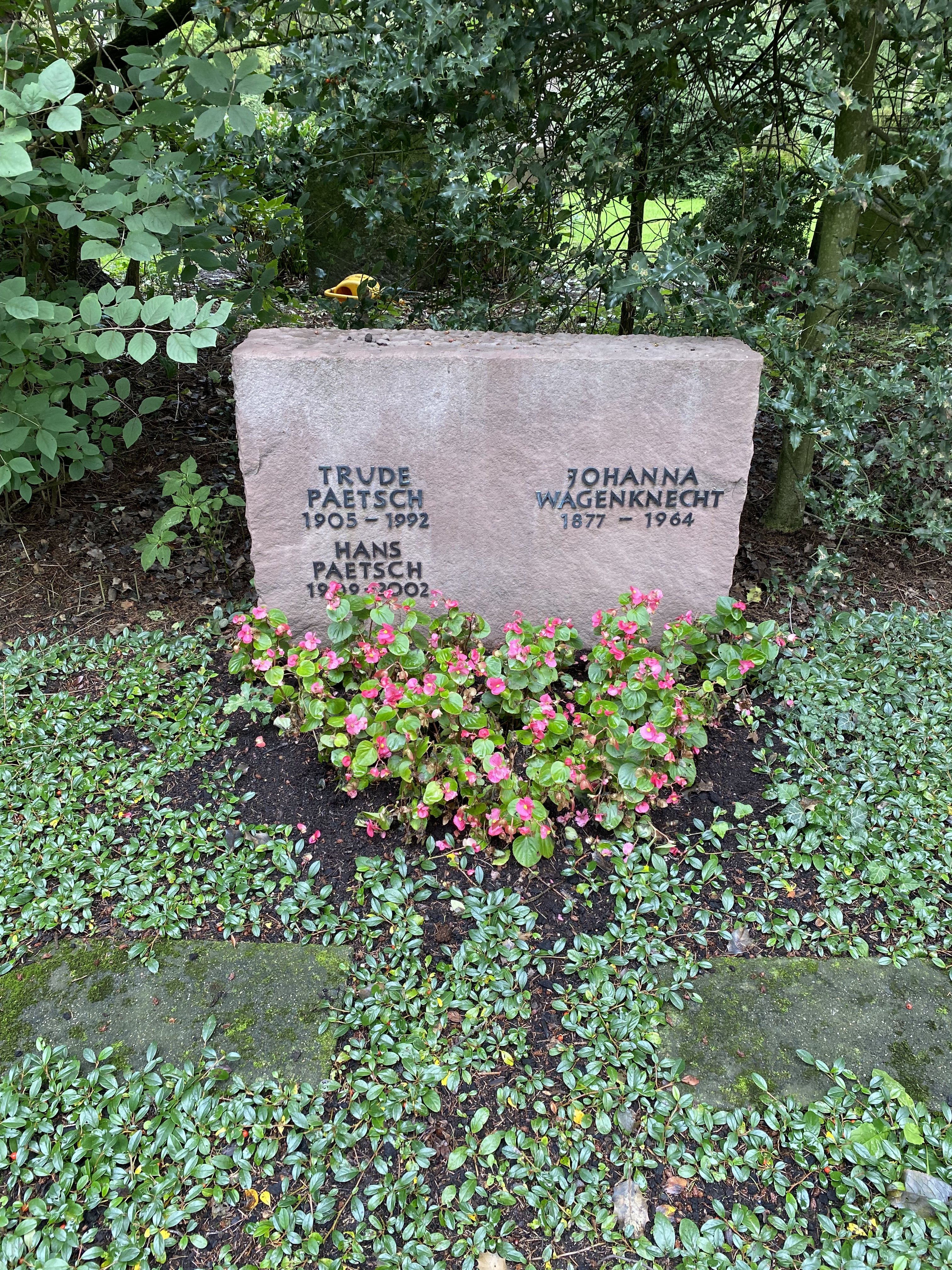
Grab von Hans Paetsch auf dem Friedhof Volksdorf

Als Synchronsprecher sprach er u. a. Barry Morse als Lt. Gerard in der Krimiserie Auf der Flucht und den Sheriff Roy Coffee in der Serie Bonanza. In Kampfstern Galactica ist er als Erzähler zu hören, in der CIC-Heimvideo-Synchronisation von Raumschiff Enterprise – Das nächste Jahrhundert spricht er den Prolog. In dem 1944 entstandenen Spielfilm Der unheimliche Gast synchronisierte er Donald Crisp in der Rolle des Commander Beech. In der Hörspielserie Gabriel Burns leitet er jede Folge mit einem kleinen Text ein, bei Point Whitmark sprach er in den ersten 30 Folgen den Teaser zur nächsten Folge am Ende jedes Hörspiels. Er war mit der Hörspielproduzentin Heikedine Körting befreundet.
Neben seiner Tätigkeit als Sprecher übernahm Paetsch Film- und Fernsehrollen. Seine Stimme war außerdem bei Musikproduktionen zu hören, so zum Beispiel im Album Unter falscher Flagge (Die Toten Hosen), 13 (Die Ärzte), Liebesschmerz (Schiller) oder beim Dance-Projekt Märchenmann. Man findet ferner einige Edutainment-CD-ROMs (u. a. Willy, der Zauberfisch und Max und die Geheimformel (Tivola)) mit seiner stimmlichen Mitwirkung im Handel. 2002 erschien die CD Der Märchenprinz, seine letzte Veröffentlichung, auf der Hörspielausschnitte, Gedichte, Märchen und ein Hip-Hop-Stück mit seiner Stimme zu hören sind.

## Privatleben
Paetsch war mit seiner ersten Ehefrau Beatrice Friederike Doering Paetsch (* 18. Juni 1909) bis zu ihrem Unfalltod im Alter von 26 Jahren am 16. Juli 1935  verheiratet, und mit seiner zweiten Ehefrau Trude Wagenknecht bis zu ihrem Tod im Jahre 1992, sowie zum Schluss mit seiner dritten Ehefrau Anneliese bis zu seinem Tod verheiratet. Er hatte keine Kinder.
Hans Paetsch verstarb am 3. Februar 2002 in Hamburg im Alter von 92 Jahren und wurde auf dem Friedhof Volksdorf in Hamburg beigesetzt.

## Filmografie (Auswahl)
- 1939: Silvesternacht am Alexanderplatz
- 1940: Mein Mann darf es nicht wissen
- 1941: Hauptsache glücklich
- 1941: Blutsbrüderschaft
- 1941: Kameraden
- 1942: Fünftausend Mark Belohnung
- 1942: Ein Zug fährt ab
- 1943: Liebe, Leidenschaft und Leid
- 1944: Sieben Briefe
- 1944/48: Frech und verliebt
- 1944/49: Das Gesetz der Liebe
- 1950: Die Lüge
- 1953: Im Banne der Guarneri
- 1954: Das Ministerium ist beleidigt
- 1957: Made in Germany – Ein Leben für Zeiss
- 1957: Das Herz von St. Pauli
- 1958: Blick zurück im Zorn
- 1959: Die Caine war ihr Schicksal
- 1959: Natürlich die Autofahrer
- 1959: Hunde, wollt ihr ewig leben
- 1959: Der Mann, der sich verkaufte
- 1959: Blühende Träume
- 1959: Buddenbrooks – 1. Teil
- 1959: Der blaue Nachtfalter
- 1960: Die Frau am dunklen Fenster
- 1960: Ich zähle täglich meine Sorgen
- 1960: Fabrik der Offiziere
- 1960: Die Botschafterin
- 1960: Im Namen einer Mutter
- 1961: Barbara
- 1961: Die toten Augen von London
- 1961: Mörderspiel
- 1962: Das Gasthaus an der Themse
- 1962: Das Rätsel der roten Orchidee
- 1963: Durchbruch Lok 234
- 1964: Hotel zur Erinnerung
- 1964: Wartezimmer zum Jenseits
- 1965: Die eigenen vier Wände
- 1967: Bürgerkrieg in Rußland  (fünfteiliger dokumentarischer Fernsehfilm)
- 1967: Die Unverbesserlichen … und ihr Optimismus
- 1968: Affäre Dreyfuss
- 1968: Sir Roger Casement
- 1969: Kim Philby war der dritte Mann (Fernsehfilm)
- 1969: Marinemeuterei 1917
- 1969: Die Kuba-Krise 1962 (Fernsehfilm)
- 1970: Maximilian von Mexiko (Fernsehfilm)
- 1970: Das Chamäleon
- 1970: Polizeifunk ruft – Auf glühenden Kohlen
- 1971: Hamburg Transit – Basler Täubchen
- 1971: König Johann
- 1971: Preußen über alles … (Mehrteiler)
- 1971: Kein Geldschrank geht von selber auf
- 1972: Friß, Pappi, friß!
- 1978: PS – Geschichten ums Auto (3. Staffel)
- 1978: Kommissariat 9 (Folge Auf einen guten Mokka)
- 1978: Die seltsamen Begegnungen des Prof. Tarantoga
- 1981: Der Fuchs von Övelgönne – Warum brennt die Nordsee (Fernsehserie)
- 1984: Blaubart
- 1984: Die Schwarzwaldklinik (3 Folgen)
- 1987–1990: Das Erbe der Guldenburgs
- 1990: Insel der Träume
- 1990: Wer zu spät kommt – Das Politbüro erlebt die deutsche Revolution
- 1991: Das serbische Mädchen
- 1992: La Paloma fliegt nicht mehr
- 1992: Sommer der Liebe (als Erzähler)
- 1994: Ein letzter Wille
- 1997: Großstadtrevier (Folge 111 Lug und Trug)
- 1998: Sieben Monde
- 1998: Lola rennt

## Hörspiele (Auswahl)
Quelle: ARD-Hörspieldatenbank – Die Hörspiele sind chronologisch nach der Erstsendung aufgelistet.
- ?: Carl Zuckmayer: Der Hauptmann von Köpenick (2. Bahnbeamter) – Regie: Alfred Vohrer (Radio Stuttgart) – Erstsendung: 2. Feb. 1947, 113:00 Min.
- ?: Arnold Ridley: Der Geisterexpress (Richard Randal) – Regie: Alfred Vohrer (Radio Stuttgart) – Erstsendung: 12. Feb. 1947, 48:00 Min.
- ?: Curt Johannes Braun: Mit meinen Augen (Der Herr) – Regie: Cläre Schimmel (Radio Stuttgart) – Erstsendung: 16. Feb. 1947, 83:00 Min.
- ?: Hans Dieter Jacobs: Kabine 13 (Dr. Barr) – Regie: Alfred Vohrer (Radio Stuttgart) – Erstsendung: 26. Feb. 1947, 44:00 Min.
- ?: George Bernard Shaw: Helden (Bluntschli) – Regie: Alfred Vohrer (Radio Stuttgart) – Erstsendung: 9. Mär. 1947, 78:00 Min.
- ?: Otto Brand: Besuch aus dem Jenseits (1. Kartenspieler) – Regie: Oskar Nitschke (Radio Stuttgart) – Erstsendung: 12. Mär. 1947, 60:00 Min.
- ?: Theodor Fontane: Es waren zwei Königskinder (Geerth Minde) – Regie: Alfred Vohrer (Radio Stuttgart) – Erstsendung: 19. Mär. 1947, 55:00 Min.
- 1947: André Obey: Vom Jenseits zurück (Regisseur) – Regie: Karl Peter Biltz (SWF) – Erstsendung: 24. Juni 1947, 78:25 Min.
- 1947: Hans Schweikart: Nebel (Schubert) – Regie: Fritz Rémond junior (SWF) – Erstsendung: 15. Juli 1947, 73:50 Min.
- 1947: Molière: Der eingebildete Kranke (Mauvillain) – Regie: Karl Peter Biltz (SWF) – Erstsendung: 23. Sep. 1947, 58:10 Min.
- ?: William Shakespeare: Troilus und Cressida (Äneas) – Regie: Fritz Wendhausen (NWDR) – Erstsendung: 3. Okt. 1947, 86:00 Min.
- ?: Klabund: Der Kreidekreis (Ein Dichter) – Regie: Hans Quest (NWDR) – Erstsendung: 31. Okt. 1947, 95:00 Min.
- ?: Antoine de Saint-Exupéry: Nachtflug (Fabien) – Regie: Günther Schnabel (NWDR) – Erstsendung: 12. Dez. 1947, 76:00 Min.
- ?: Mark Twain: Die Millionen-Pfundnote (Lord Abel) – Regie: Heinrich Ockel (NWDR) – Erstsendung: 20. Dez. 1947, 29:18 Min.
- ?: Axel Eggebrecht: Das Jahr 1948 findet nicht statt (Politiker) – Regie: Erik Ode (NWDR) – Erstsendung: 31. Dez. 1947, 38:30 Min.
- ?: Elmer Rice: Die Rechenmaschine (Leutnant Charles/Die Anklagebank) – Regie: Kurt Reiss (NWDR) – Erstsendung: 16. Jan. 1948, 80:40 Min.
- ?: Gerhart Herrmann Mostar: Der Zimmerherr (Dr. Lehmann) – Regie: Erik Ode (NWDR) – Erstsendung: 30. Jan. 1948, 93:30 Min.
- ?: Theodor Plievier: Stalingrad (3. Sprecher) – Regie: Ludwig Cremer (NWDR) – Erstsendung: 2. Feb. 1948, 76:00 Min.
- ?: Oscar Wilde: Das Bildnis des Dorian Gray (Lord Henry Wotton) – Regie: Hans Quest (NWDR) – Erstsendung: 9. Apr. 1948, 67:00 Min.
- ?: Ellis Parker Butler: Schwein ist Schwein (Professor Gordon) – Regie: Erik Ode (NWDR) – Erstsendung: 17. Apr. 1948, 26:15 Min.
- ?: Christian Bock: Tödliche Rechnung – Regie: Kurt Reiss (NWDR) – Erstsendung: 20. Mai 1948, 64:28 Min.
- ?: Dieter Rohkohl, Kurt Reiss: Eh' noch reif die Ähren (Mann von Käthe Pythia) – Regie: Kurt Reiss (NWDR) – Erstsendung: 17. Juni 1948, 65:00 Min.
- ?: Josef Pelz von Felinau: Menschenleben nicht notiert (Dr. Morell) – Regie: Fritz Schröder-Jahn (NWDR) – Erstsendung: 8. Juli 1948, 81:45 Min.
- ?: George Orwell: Wie die Tiere (Schneeball) – Regie: Kurt Reiss (NWDR) – Erstsendung: 30. Juli 1948, 77:49 Min.
- ?: Christian Bock: Vier Jahre und ein Tag (Gast) – Regie: Ludwig Cremer (NWDR) – Erstsendung: 12. Aug. 1948, 78:00 Min.
- ?: Archibald MacLeish: Der Eroberer – Regie: Hans Quest (NWDR) – Erstsendung: 14. Aug. 1948, 39:00 Min.
- 1948: William Shakespeare: Sturm (Ariel, ein Luftgeist) – Regie: Karl Peter Biltz (SWF) – Erstsendung: 12. Okt. 1948, 63:15 Min.
- ?: George Bernard Shaw: Zurück zu Methusalem (Zozim) – Regie: Günther Rennert (NWDR) – Erstsendung: 3. Feb. 1949, 103:00 Min.
- ?: Martin Sinclair: Restlos bezahlt (Dr. Burns) – Regie: Fritz Schröder-Jahn (NWDR) – Erstsendung: 26. Feb. 1949, 29:30 Min.
- ?: Horst-Günther Patzke: Sternschnuppen (1. Reporter) – Regie: Gustav Burmester (NWDR) – Erstsendung: 3. Mär. 1949, 73:45 Min.
- ?: Werner-Jörg Lüddecke: Das Gesicht in der Nacht (Heinemann) – Regie: Fritz Schröder-Jahn (NWDR) – Erstsendung: 26. Mär. 1949, 25:06 Min.
- 1949: Hans Egon Gerlach: Goethe erzählt sein Leben – 13. Teil: Abbruch Frankfurt – Aufbruch Weimar (Zimmermann) – Regie: Mathias Wieman (NWDR) – Erstsendung: 27. Mär. 1949, 44:40 Min.
- ?: Günther Danehl: Die Puppe (Dr. Andreas) – Regie: Fritz Schröder-Jahn (NWDR) – Erstsendung: 2. Apr. 1949, 31:10 Min.
- ?: Johann Wolfgang von Goethe: Faust I (Chor der Jünger) – Regie: Ludwig Cremer (NWDR) – Erstsendung: 14. Apr. 1949, 164:40 Min.
- 1949: Hans Egon Gerlach: Goethe erzählt sein Leben – 16. Teil: Besuch in Weimar – Regie: Mathias Wieman (NWDR) – Erstsendung: 17. Apr. 1949, 42:10 Min.
- ?: Roger Richard: Flug über Sibirien (Riviere) – Regie: Fritz Schröder-Jahn (NWDR) – Erstsendung: 14. Mai 1949, 27:20 Min.
- 1949: Hans Egon Gerlach: Goethe erzählt sein Leben – 25. Teil: Das unsterbliche Gespräch – Schiller II – Regie: Mathias Wieman (NWDR) – Erstsendung: 19. Juni 1949, 45:00 Min.
- 1949: Hans Egon Gerlach: Goethe erzählt sein Leben – 27. Teil: Der Europäer – Regie: Mathias Wieman (NWDR) – Erstsendung: 3. Juli 1949, 44:50 Min.
- ?: Jean Giraudoux: Siegfried (Siegfried) – Regie: Otto Kurth (NWDR) – Erstsendung: 9. Sep. 1949, 76:15 Min.
- ?: August Strindberg: Nach Damaskus (Sprecher) – Regie: Ulrich Erfurth (NWDR) – Erstsendung: 10. Nov. 1949, 82:10 Min.
- ?: Anton Gruda: Das Obergrunder Weihnachtsspiel (Mors) – Regie: Fritz Schröder-Jahn (NWDR) – Erstsendung: 24. Dez. 1949, 57:00 Min.
- 1949: Gerhart Hauptmann: Michael Kramer (Ernst Lachmann) – Regie: Otto Kurth (NWDR) – Erstsendung: 2. Feb. 1950, 72:30 Min.
- ?: Robert Walter: Der Puderquastenfeldzug (Geheimrat von Pfau) – Regie: Gustav Burmester (NWDR) – Erstsendung: 9. Mär. 1950, 70:00 Min.
- ?: Hermann Sudermann: Die Reise nach Tilsit (Erzähler) – Regie: Fritz Schröder-Jahn (NWDR) – Erstsendung: 16. Mai 1950
- ?: C. W. Ceram: Götter, Gräber und Gelehrte – 2. Teil: Die goldene Mauer (Lord Carnarvon) – Regie: Gustav Burmester (NWDR) – Erstsendung: 25. Mai 1950, 70:45 Min.
- ?: Thor Heyerdahl: Kon-Tiki – Abenteuer in der Unendlichkeit (Erzähler) – Regie: Gerlach Fiedler (NWDR) – Erstsendung: 13. Juni 1950, 43:27 Min.
- ?: Guntram Prüfer: Fridtjof Nansen (Sprecher) – Regie: Curt Becker (NWDR) – Erstsendung: 30. Juni 1950, 42:00 Min.
- ?: Kurt Bortfeldt: Das leisere Leben (Dr. Georg Küstermann) – Regie: Ulrich Erfurth (NWDR) – Erstsendung: 25. Sep. 1950, 29:50 Min.
- 1950: Günter Eich: Die gekaufte Prüfung (Balfrin) – Regie: Fritz Schröder-Jahn (NWDR) – Erstsendung: 20. Dez. 1950, 63:15 Min.
- ?: John Galsworthy: Wer Pech berührt, besudelt sich (Hillcrist, ein Gutsbesitzer) – Regie: Werner Hausmann (NWDR) – Erstsendung: 9. Jan. 1951, 71:10 Min.
- 1951: Josef Martin Bauer: Geronimo und die Räuber (Der Präfekt) – Regie: Fritz Schröder-Jahn (NWDR) – Erstsendung: 2. Mär. 1951, 55:45 Min.
- ?: Wilhelm Backhaus: Der Bayer, ein unbekanntes Wesen – Regie: Fritz Schröder-Jahn (NWDR) – Erstsendung: 19. Mär. 1951, 57:30 Min.
- ?: Helene Schmoll: Herr Thorberg lernt wieder laufen (Der Arzt) – Regie: Detlof Krüger (NWDR) – Erstsendung: 11. Apr. 1951, 50:00 Min.
- ?: Walter Bauer: Unser Freund Rivière (Rivière) – Regie: Eduard Marks (NWDR) – Erstsendung: 21. Apr. 1951, 34:15 Min.
- 1951: George Bernard Shaw: Der Kaiser von Amerika (König Magnus) – Regie: Karl Peter Biltz (RB) – Erstsendung: 8. Mai 1951, 65:45 Min.
- ?: Agatha Christie, Michael Morton: Das Alibi (Roger Ackroyd) – Regie: Wolfgang Schwade (Radio Saarbrücken) – Erstsendung: 14. Juni 1951, 54:30 Min.
- ?: Walter Bauer: Andrée und das große Schweigen – Regie: Fritz Schröder-Jahn (NWDR) – Erstsendung: 26. Juni 1951, 53:25 Min.
- ?: Gert-Erik Brockhausen: Der Ruf ins Leere (Hiskia, der König Judas) – Regie: Hans Lietzau (NWDR) – Erstsendung: 15. Juli 1951, 51:15 Min.
- ?: Heinz Gartmann: Der Weg zum Weltraumschiff – Regie: Fritz Schröder-Jahn (NWDR) – Erstsendung: 19. Juli 1951, 56:45 Min.
- ?: Johannes D. Peters: Die großen Brüder (Klasen, Bauunternehmer) – Regie: Hans Freundt (NWDR) – Erstsendung: 6. Sep. 1951, ca. 30:00 Min.
- ?: Volker Weller: Ein klassischer Fall (Dupont) – Regie: Ulrich Erfurth (NWDR) – Erstsendung: 15. Sep. 1951, 26:40 Min.
- 1951: Axel Eggebrecht: Europa – Traum oder Wirklichkeit (Greif, der alles versteht) – Regie: Fritz Schröder-Jahn (NWDR) – Erstsendung: 18. Sep. 1951, 54:20 Min.
- ?: René Schickele: Die Flaschenpost – Regie: Otto Kurth (NWDR) – Erstsendung: 10. Okt. 1951, 47:20 Min.
- ?: Gotthold Ephraim Lessing: Emilia Galotti (Graf Appiani) – Regie: Otto Kurth (NWDR) – Erstsendung: 7. Nov. 1951, 85:00 Min.
- ?: Johann Wolfgang von Goethe: Geschichte Gottfriedens von Berlichingen mit der eisernen Hand (Kaiser Maximilian) – Regie: Hans Lietzau (NWDR) – Erstsendung: 27. Nov. 1951, 98:25 Min.
- ?: Edmund Hoehne: Der Staatsstreich – Regie: Fritz Schröder-Jahn (NWDR) – Erstsendung: 1. Dez. 1951, 20:45 Min.
- 1951: Herbert Reinecker, Christian Bock: Vater braucht eine Frau (Regierungsrat Naumann) – Regie: Fritz Schröder-Jahn (NWDR) – Erstsendung: 4. Dez. 1951, 57:02 Min.
- ?: André Maurois: Schule für Eheglück – Hofmachen und Eroberung (Professor) – Regie: Hans Rosenhauer (NWDR) – Erstsendung: 16. Jan. 1952, 20:20 Min.
- ?: André Maurois: Schule für Eheglück – Die Hochzeitsreise (Professor) – Regie: Hans Rosenhauer (NWDR) – Erstsendung: 23. Jan. 1952, 17:30 Min.
- ?: André Maurois: Schule für Eheglück – Flitterwochen (Professor) – Regie: Hans Rosenhauer (NWDR) – Erstsendung: 30. Jan. 1952, 19:50 Min.
- ?: André Maurois: Schule für Eheglück – Ehe und Freundschaft (Professor) – Regie: Hans Rosenhauer (NWDR) – Erstsendung: 6. Feb. 1952, 21:00 Min.
- 1952: Günter Eich: Die Andere und ich (John) – Regie: Gustav Burmester (NWDR) – Erstsendung: 6. Feb. 1952, 78:00 Min.
- ?: André Maurois: Schule für Eheglück – Kleine Zwistigkeiten (Professor) – Regie: Hans Rosenhauer (NWDR) – Erstsendung: 13. Feb. 1952, 20:20 Min.
- ?: André Maurois: Schule für Eheglück – Spannungen und Launen (Professor) – Regie: Hans Rosenhauer (NWDR) – Erstsendung: 20. Feb. 1952, 17:50 Min.
- 1952: Christian Bock: Hinter sieben Fenstern brennt noch Licht (Vater) – Regie: Fritz Schröder-Jahn (NWDR) – Erstsendung: 22. Feb. 1952, 62:00 Min.
- ?: André Maurois: Schule für Eheglück – Gute Manieren in der Ehe (Professor) – Regie: Hans Rosenhauer (NWDR) – Erstsendung: 27. Feb. 1952, 20:10 Min.
- ?: André Maurois: Schule für Eheglück – Nach zehn Jahren (Professor) – Regie: Hans Rosenhauer (NWDR) – Erstsendung: 5. Mär. 1952, 18:35 Min.
- ?: André Maurois: Schule für Eheglück – Gewitterstürme (Professor) – Regie: Hans Rosenhauer (NWDR) – Erstsendung: 12. Mär. 1952, 20:00 Min.
- ?: André Maurois: Schule für Eheglück – Der große Verführer (Professor) – Regie: Hans Rosenhauer (NWDR) – Erstsendung: 19. Mär. 1952, 23:00 Min.
- ?: André Maurois: Schule für Eheglück – Die Silberhochzeit (Professor) – Regie: Hans Rosenhauer (NWDR) – Erstsendung: 26. Mär. 1952, 21:30 Min.
- ?: Alfred Prugel: Aus dem Leben eines Arztes. Der Chirurg Ferdinand Sauerbruch erzählt (Dr. Anschütz) – Regie: Fritz Schröder-Jahn (NWDR) – Erstsendung: 4. Apr. 1952, 86:50 Min.
- ?: Herbert Reinecker: Gerlach präsentiert die Rechnung (Riedel) – Regie: Curt Goetz-Pflug (NWDR) – Erstsendung: 13. Mai 1952, 48:15 Min.
- 1952: Alan Paton: Denn sie sollen getröstet werden (James Jarvis) – Regie: Gustav Burmester (NWDR) – Erstsendung: 20. Juni 1952, 86:50 Min.
- ?: René Schickele: Sinfonie für Jazz (Deutermann) – Regie: Hans Gertberg (NWDR) – Erstsendung: 30. Juni 1952, 60:00 Min.
- ?: Alfred Prugel: Das große Uhrwerk (Autor) – Regie: Fritz Schröder-Jahn (NWDR) – Erstsendung: 1. Juli 1952, 53:15 Min.
- ?: Wilhelm Backhaus: Brasilianisches Allegro (Hauptsprecher) – Regie: Hans Rosenhauer (NWDR) – Erstsendung: 9. Aug. 1952, 59:00 Min.
- 1952: Wolfgang Borchert: Draußen vor der Tür (Sprecher) – Regie: Ludwig Cremer (NWDR) – Erstsendung: 26. Okt. 1952, 78:41 Min.
- 1952: Eduard Reinacher: Der Narr mit der Hacke (Shirobey) – Regie: Fritz Schröder-Jahn (NWDR) – Erstsendung: 19. Nov. 1952, 39:33 Min.
- 1953: Erwin Wickert: Die vergessene Frage (Professor Scott) – Regie: Fritz Schröder-Jahn (NWDR) – Erstsendung: 29. Jan. 1953, 57:00 Min.
- ?: Rudolf Grunert: Unternehmen Katharina (Oberst Claasen) – Regie: Günter Siebert (RB) – Erstsendung: 17. Mär. 1953, 41:29 Min.
- 1953: Horst Mönnich: Gobsch (Richter) – Regie: Fritz Schröder-Jahn (NWDR) – Erstsendung: 17. Mär. 1953, 41:40 Min.
- 1953: Evelyn Waugh: Helena (Erzähler) – Regie: Carl Nagel (RB) – Erstsendung: 3. Apr. 1953, 119:44 Min.
- 1953: Walter Oberer: In rasender Fahrt (Albert) – Regie: Gert Westphal (NWDR) – Erstsendung: 7. Mai 1953, 75:30 Min.
- 1953: Frank Leberecht: Funken in die Ferne (Rahmensprecher) – Regie: Curt Becker (NWDR) – Erstsendung: 26. Mai 1953, 79:30 Min.
- ?: Wilhelm Busch: Max und Moritz (Sprecher) – Regie: Otto Kurth (NWDR) – Erstsendung: 22. Juli 1953, 55:00 Min.
- 1953: Hans Werner Richter: Sie fielen aus Gottes Hand (Freund Gerbes) – Regie: Gert Westphal (SWF/RB) – Erstsendung: 17. Nov. 1953, 78:25 Min.
- ?: Gerhart Herrmann Mostar: Das Gericht zieht sich zur Beratung zurück – Ferndiagnose (Richter) – Regie: Gerd Fricke (NWDR) – Erstsendung: 5. Dez. 1953, 34:00 Min.
- 1953: Robert Louis Stevenson: Die zwölfte Stunde (Ein Unbekannter) – Regie: Hans Gertberg (NWDR) – Erstsendung: 12. Dez. 1953, 20:20 Min.
- 1953: Ernst Bohnen: Gefundenes Geld (Direktor Protz) – Regie: Günter Siebert (RB) – Erstsendung: 30. Dez. 1953, 46:37 Min.
- ?: Martin Beheim-Schwarzbach: Die Suche nach dem Kaiser der Welt. Fünf Hörszenen (Fremder) – Regie: Detlof Krüger (NWDR) – Erstsendung: 6. Jan. 1954, 28:40 Min.
- 1954: Günter Eich: Das Jahr Lazertis (Paul) – Regie: Fritz Schröder-Jahn (NWDR) – Erstsendung: 25. Jan. 1954, 93:30 Min.
- ?: Hans Breiteneichner: Die Schneegans (Sprecher) – Regie: Detlof Krüger (NWDR) – Erstsendung: 16. Feb. 1954, 21:45 Min.
- 1954: Arthur Miller: Hexenjagd (Pastor John Hale) – Regie: Fritz Schröder-Jahn (NWDR) – Erstsendung: 8. Apr. 1954, 88:45 Min.
- 1954: Alfred Andersch: Des weißen Mannes Bürde (Reporter) – Regie: Hans Rosenhauer (NWDR/HR) – Erstsendung: 20. Apr. 1954, 81:50 Min.
- 1954: Heinz Meising, Karl Heinz Gies: Die Stunde nach zwölf (Mann) – Regie: Carl Nagel (RB) – Erstsendung: 21. Apr. 1954, 57:22 Min.
- 1954: Gottfried Keller: Der schlimm-heilige Vitalis (Erzähler) – Regie: Carl Nagel (RB) – Erstsendung: 12. Mai 1954, 77:34 Min.
- 1953: Ivan Cankar: Der Knecht Jerneij (Erzähler) – Regie: Carl Nagel (RB) – Erstsendung: 19. Mai 1954, 73:20 Min.
- 1954: Günter Eich: Sabeth (Schulleiter Eginhard Woturba) – Regie: Gustav Burmester (NWDR) – Erstsendung: 26. Mai 1954, 70:00 Min.
- ?: Oskar Wessel: Schüsse in Sarajewo – Der Vorabend (Vater) – Regie: Günter Siebert (RB) – Erstsendung: 28. Juni 1954, 22:42 Min.
- 1954: Fred von Hoerschelmann: Caro (Assistent Schipa) – Regie: Gerd Beermann (SWF) – Erstsendung: 27. Juli 1954, 63:30 Min.
- ?: Friedrich Rosenfeld: Der Fall Harold Trenck (Inspektor Morant) – Regie: Günter Siebert (RB) – Erstsendung: 9. Aug. 1954, 45:00 Min.
- 1954: Georges Simenon: Die Ehe der Bébé Donge (François) – Regie: Ludwig Cremer (SWF) – Erstsendung: 10. Aug. 1954, 65:05 Min.
- 1954: Hermann Rossmann: Jens mit den Gänseflügeln (Per M. Karlsson) – Regie: Günter Siebert (RB) – Erstsendung: 18. Aug. 1954, 50:05 Min.
- 1954: Alfred Andersch: Die Feuerinsel oder die Heimkehr des Kapitäns Tizzoni (Doc) – Regie: Fritz Schröder-Jahn (NWDR/SFB) – Erstsendung: 22. Sep. 1954, 70:00 Min.
- 1954: Anonymus: Die schönsten Märchen aus 1001 Nacht – Der Mann, der nicht mehr lachte (2. Scheich) – Regie: Hans Rosenhauer (NWDR) – Erstsendung: 26. Sep. 1954, 44:09 Min.
- 1954: Heinz Risse: Wuchernde Lianen (Maurice Gouzon) – Regie: Carl Nagel (RB) – Erstsendung: 29. Sep. 1954, 51:55 Min.
- 1954: Wolfdietrich Schnurre: Nächtliche Begegnung (C-Besucher) – Regie: Fritz Schröder-Jahn (NWDR) – Erstsendung: 7. Okt. 1954, 68:51 Min.
- 1954: Wolfgang Monecke: Corinne und der Scherenschnitt (Rachelet) – Regie: Carl Nagel (RB) – Erstsendung: 13. Okt. 1954, 87:25 Min.
- 1954: Anonymus: Die schönsten Märchen aus 1001 Nacht – Maruf, der Schuster (Ali) – Regie: Hans Rosenhauer (NWDR) – Erstsendung: 17. Okt. 1954, 44:18 Min.
- 1954: Aischylos: Orestie (Apollo) – Regie: Gert Westphal (SWF/BR/RB/ORF) – Erstsendung: 26. Okt. 1954, 95:20 Min.
- 1954: Anonymus: Die schönsten Märchen aus 1001 Nacht – Die fünf Räuber (Räuber) – Regie: Hans Rosenhauer (NWDR) – Erstsendung: 31. Okt. 1954, 43:56 Min.
- 1954: Anonymus: Die schönsten Märchen aus 1001 Nacht – Die Geschichte von Hasan, dem Seiler (Sad) – Regie: Hans Rosenhauer (NWDR) – Erstsendung: 7. Nov. 1954, 38:11 Min.
- 1954: Joachim Maass: Kein Fall für Goron (Rebattu) – Regie: Carl Nagel (RB/BR) – Erstsendung: 1. Dez. 1954, 76:25 Min.
- 1954: Herman Melville: Das Schweigen in der Diktatur: Benito Cereno (Erzähler) – Regie: Gustav Burmester (NWDR) – Erstsendung: 12. Dez. 1954, 50:00 Min.
- ?: Herman Wouk: Die Caine war ihr Schicksal (Commander John Callee) – Regie: Julius Gellner (NWDR/HR) – Erstsendung: 13. Dez. 1954, 95:25 Min.
- 1954: Jean Prieur: Es waren Hirten auf dem Felde (Thot) – Regie: Gert Westphal (SWF) – Erstsendung: 21. Dez. 1954, 31:10 Min.
- ?: Willy Kleemann: Das Gericht zieht sich zur Beratung zurück – Nur vier Kilometer bis zum Dorf (Vorsitzender) – Regie: Gerd Fricke (NWDR) – Erstsendung: 9. Jan. 1955,  42'35 Min.
- 1954: Georg Büchner: Lenz (Sprecher) – Regie: Friedrich-Carl Kobbe (RB/BR) – Erstsendung: 12. Jan. 1955, 77:29 Min.
- 1955: August Strindberg: Ein Traumspiel (Advokat) – Regie: Karl Peter Biltz (SWF) – Erstsendung: 18. Jan. 1955, 58:55 Min.
- 1955: Siegfried Lenz: Die Fischer von Jinjaboa (Gouverneur) – Regie: Hans Rosenhauer (NWDR) – Erstsendung: 9. Mär. 1955, 43:56 Min.
- ?: André Lang: Nadja Etoilée (Deutscher Sprecher der Conference) – Regie: Jean-Jacques Vierne (RTF/NDR) – Erstsendung: 17. Mär. 1955, 86:00 Min.
- 1955: Ingeborg Bachmann: Zikaden (Mr. Charles Brown) – Regie: Gert Westphal (NWDR) – Erstsendung: 25. Mär. 1955, 92:00 Min.
- ?: Kurt Reiss: Drei Damen im Schrank (Münchhausen) – Regie: Kurt Reiss (NWDR) – Erstsendung: 25. Apr. 1955, 30:00 Min.
- 1955: Julien Green: Der Feind (Philippe de Silleranges) – Regie: Hans Conrad Fischer (RB/ORF) – Erstsendung: 18. Mai 1955, 93:47 Min.
- ?: Gerd Oelschlegel: Stips (Herr Böhning, Vater) – Regie: Fritz Schröder-Jahn (NWDR) – Erstsendung: 20. Juni 1955, 63:35 Min.
- ?: Hans Werner Richter: Pipapo – die Geschichte eines Drehbuchs (Herr Mauser, Drehbuchautor) – Regie: Hans Gertberg (NWDR) – Erstsendung: 18. Okt. 1955, 60:00 Min.
- 1955: Werner Baecker: Atome für Millionen (Staatsanwalt) – Regie: Edward Rothe (NWDR) – Erstsendung: 29. Nov. 1955, 56:20 Min.
- 1955: Wilkie Collins: Der Mondstein – Regie: Wolfgang Schwade (NWDR) – Erstsendung: nach dem 12. Dez. 1955, 60:30 Min.
- 1955: Günter Eich: Zinngeschrei (Jacques, ein Diener) – Regie: Gustav Burmester (NWDR) – Erstsendung: 29. Dez. 1955, 70:00 Min.
- 1955: Gregor von Rezzori: Atalanta oder Die Jagd von Kalydon – Aufbruch ins Abenteuer (Sprecher) – Regie: Otto Kurth (NWDR) – Erstsendung: 8. Jan. 1956, 70:10 Min.
- 1955: Gregor von Rezzori: Atalanta oder Die Jagd von Kalydon – Der herrliche Kampf mit dem Eber (Sprecher) – Regie: Otto Kurth (NWDR) – Erstsendung: 10. Jan. 1956, 70:25 Min.
- 1955: Gregor von Rezzori: Atalanta oder Die Jagd von Kalydon – Die Wonne der Sterblichen (Sprecher) – Regie: Otto Kurth (NWDR) – Erstsendung: 11. Jan. 1956, 66:00 Min.
- 1955: Felix Gasbarra: Monsieur Job oder Was alles einem Menschen nicht gehört (Herr) – Regie: Gert Westphal (NWDR) – Erstsendung: 12. Jan. 1956, 49:32 Min.
- 1956: Agatha Christie: Der Mord an Roger Ackroyd oder: Alibi (Roger Ackroyd) – Regie: Wolfgang Schwade (NDR) – Erstsendung: 14. Jan. 1956, 58:20 Min.
- ?: Geno Hartlaub: Aufregung im Zoo (Major Palfrey) – Regie: Kurt Reiss (NDR/WDR) – Erstsendung: 15. Jan. 1956, 30:00 Min.
- ?: Ray Bradbury: Im Tal der Winde – Regie: Günter Siebert (RB) – Erstsendung: 26. Jan. 1956, 22:35 Min.
- ?: Wolfgang Weyrauch: Papier ist nicht geduldig – Regie: Gerlach Fiedler (NDR) – Erstsendung: 7. Feb. 1956, 60:00 Min.
- 1956: Georges Simenon: Der Passagier vom 1. November – 1. Teil: Stadt im Nebel (Der Anwalt) – Regie: Fritz Schröder-Jahn (NWDR) – Erstsendung: 23. Feb. 1956, 74:34 Min.
- 1956: Erwin Wickert: Cäsar und der Phönix (Favonius, Senator) – Regie: Fritz Schröder-Jahn (NDR/SWF) – Erstsendung: 15. Mär. 1956, 58:58 Min.
- ?: The Gordons: Blinde sehen mehr! – Regie: Günter Siebert (RB) – Erstsendung: 16. Mär. 1956, 61:35 Min.
- ?: Erland Josephson: Das Quartett (Bruder) – Regie: Oswald Döpke (RB) – Erstsendung: 19. Mär. 1956, 40:25 Min.
- ?: Georges Bernanos: Unter der Sonne Satans (Anton Saint-Martin, Schriftsteller) – Regie: Heinrich Koch (NDR/SFB) – Erstsendung: 30. Mär. 1956, 95:00 Min.
- ?: Dieter Meichsner: Besuch aus der Zone (Walter Reichert) – Regie: Ulrich Lauterbach (HR/RB/SFB) – Erstsendung: 2. Mai 1956, 73:10 Min.
- ?: Charles Dimont: Das Reich und die Macht (Digby) – Regie: Fritz Schröder-Jahn (NDR) – Erstsendung: 9. Mai 1956, 75:00 Min.
- ?: Peter Adler: Die Vergessenen (Dr. Mai) – Regie: Fritz Schröder-Jahn (NDR/WDR) – Erstsendung: 15. Mai 1956, 60:00 Min.
- 1956: Rudyard Kipling: Die schönste Geschichte der Welt – Regie: Hans Rosenhauer (NDR) – Erstsendung: 21. Mai 1956, 42:50 Min.
- ?: The Gordons: Das schmutzigste Geschäft (Ripley) – Regie: Günter Siebert (RB) – Erstsendung: 25. Mai 1956, 48:25 Min.
- 1956: Nikolai Gogol: Der neue Mantel (Exzellenz) – Regie: Gert Westphal (NDR) – Erstsendung: 26. Mai 1956, 51:43 Min.
- 1956: Fred von Hoerschelmann: Aufgabe von Siena (Oberstabsarzt) – Regie: Oswald Döpke (RB) – Erstsendung: 30. Mai 1956, 36:25 Min.
- ?: Gottfried Keller: Alle Füchse treffen sich beim Kürschner (Erzähler) – Regie: Klaus Stieringer (NDR) – Erstsendung: 25. Juli 1956
- ?: Carmen Rossinelli: Gesundheit und Peseten (Herr Streuli) – Regie: Carl Nagel (RB) – Erstsendung: 29. Aug. 1956, 42:35 Min.
- 1956: Fjodor Dostojewski: Der Spieler (Mr. Astley) – Regie: Gert Westphal (NDR) – Erstsendung: 22. Sep. 1956, 77:55 Min.
- 1956: Axel Eggebrecht: Akte 414: Wilhelm Voigt (Landgerichtsdirektor) – Regie: Kurt Reiss (NDR) – Erstsendung: 15. Okt. 1956, 65:25 Min.
- ?: Anton Schnack: Die große Seeräuberballade – Regie: Günter Siebert (RB) – Erstsendung: 2. Nov. 1956, 40:53 Min.
- 1956: Claus Hubalek: Die Festung (Major von Brockdorff) – Regie: Egon Monk (NDR/WDR) – Erstsendung: 15. Nov. 1956, 57:15 Min.
- ?: Hans Esderts: Zeitzünder (Vater) – Regie: Oswald Döpke (RB) – Erstsendung: 19. Dez. 1956, 52:50 Min.
- ?: Felix Gasbarra: Der Mann, dem ein Tag abhanden kam oder Was ist Zeit? (Clark, Anwalt) – Regie: Gustav Burmester (NDR) – Erstsendung: 11. Jan. 1957, 60:00 Min.
- ?: J. B. Priestley: Die Grauen (Doktor Smith) – Regie: Günter Bommert (RB) – Erstsendung: 6. Mär. 1957, 39:40 Min.
- ?: Thornton Wilder: Die Iden des März (Cicero) – Regie: Gert Westphal (NDR) – Erstsendung: 12. Mär. 1957, 105:00 Min.
- ?: Henry James: Apéritif (Henry St. George) – Regie: Fritz Schröder-Jahn (NDR) – Erstsendung: 30. Apr. 1957, 80:00 Min.
- ?: Heinz Liepman: Die Früchte des Kaktus (Dr. Lehmann) – Regie: Fritz Schröder-Jahn (NDR/WDR) – Erstsendung: 12. Juni 1957, 60:00 Min.
- 1957: Jerzy Lutowski: Wir sind mitten in der Operation (Verwaltungsdirektor Brosz) – Regie: Fritz Schröder-Jahn (NDR/WDR) – Erstsendung: 13. Juni 1957, 67:30 Min.
- 1957: Walter Jens: Der Telefonist – Berlin Sommer 1944 (Dr. Havilicec) – Regie: Hans Rosenhauer (NDR) – Erstsendung: 11. Juli 1957, 64:30 Min.
- ?: Karl Richard Tschon: Die Rettung (Professor Vinay) – Regie: Günter Bommert (RB) – Erstsendung: 4. Aug. 1957, 48:10 Min.
- ?: Wilhelm Bartholdy: Calluna I. (Conférencier) – Regie: Heinrich Koch (NDR) – Erstsendung: 23. Aug. 1957
- 1957: Heinz Dunkhase: Die Jagd nach dem Täter – 17. Folge: Mord in Badalona (Kommissar) – Regie: Gerda von Uslar (NDR) – Erstsendung: 5. Okt. 1957, 34:10 Min.
- 1957: Wolfdietrich Schnurre: Ein Fall für Herrn Schmidt (Lehrer) – Regie: Fritz Schröder-Jahn (NDR/WDR) – Erstsendung: 17. Okt. 1957, 67:22 Min.
- 1957: Heinrich Böll: Die Spurlosen (Prälat Pölzig) – Regie: Fritz Schröder-Jahn (NDR/BR/SWF) – Erstsendung: 8. Nov. 1957, 61:40 Min.
- ?: Stig Dagerman: Die Mütze des Spielmanns – Regie: Günter Bommert (RB) – Erstsendung: 10. Jan. 1958
- ?: Otto Zoff: Molière und Armande (Erzähler) – Regie: Hans Bernd Müller (SWF) – Erstsendung: 15. Jan. 1958
- 1958: Ernst Schnabel: Anne Frank – Spur eines Kindes (Otto Frank) – Regie: Fritz Schröder-Jahn (NDR) – Erstsendung: 9. Mär. 1958, 84:40 Min.
- 1958: Oda Schaefer: Die Göttliche (Vater Duval) – Regie: Gustav Burmester (NDR) – Erstsendung: 1. Juni 1958, 59:45 Min.
- 1958: Alfred Andersch: Aktion ohne Fahnen (Erzähler) – Regie: Fritz Schröder-Jahn (HR/RB) – Erstsendung: 9. Juni 1958, 62:59 Min.
- 1958: Felix Gasbarra: John Every oder Wieviel ist der Mensch wert? (Arzt) – Regie: Fritz Schröder-Jahn (NDR) – Erstsendung: 29. Juni 1958, 45:10 Min.
- 1958: Karl Heinz Zeitler: Die Jagd nach dem Täter – 36. Folge: Die Villa am Teufelssee (Kommissar Liebereit) – Regie: S. O. Wagner (NDR) – Erstsendung: 3. Aug. 1958, 34:00 Min.
- ?: Griselda Erm: Das Versäumnis (Professor) – Regie: Oswald Döpke (RB) – Erstsendung: 7. Sep. 1958, 23:35 Min.
- 1958: Peter Hirche: Nähe des Todes (Dr. Theissmann) – Regie: Fritz Schröder-Jahn (NDR) – Erstsendung: 2. Okt. 1958, 104:15 Min.
- 1958: Axel Eggebrecht: Der Nobelpreis (Gerlach, Keilhau) – Regie: Fritz Schröder-Jahn (SWF/NDR/RIAS Berlin) – Erstsendung: 8. Dez. 1958, 87:10 Min.
- 1958: Joachim Barckhausen: Die Schlucht der Fledermäuse (Manuel) – Regie: Fritz Schröder-Jahn (NDR) – Erstsendung: 21 Jan. 1959, 52:00 Min.
- 1959: Friedrich Dürrenmatt: Nächtliches Gespräch mit einem verachteten Menschen (Der Mann) – Regie: Fritz Schröder-Jahn (NDR) – Erstsendung: 6. Feb. 1959, 34:45 Min.
- 1959: Günter Eich: Fährten in die Prärie (Sprecher der Gedichte) – Regie: Gustav Burmester (NDR) – Erstsendung: 1. Apr. 1959, 56:00 Min.
- 1959: Dylan Thomas: Der Doktor und die Teufel – 2. Teil (Lord Oberrichter) – Regie: Fritz Schröder-Jahn (NDR/SWF) – Erstsendung: 17. Apr. 1959, 82:00 Min.
- ?: Peter Adler: Die Leute von Beersheba (Stimme) – Regie: Fritz Schröder-Jahn (NDR) – Erstsendung: 26. Mai 1959, 60:00 Min.
- ?: Michael Noonan: Im Schatten der Wolke (Richter) – Regie: Gustav Burmester (NDR) – Erstsendung: 8. Juli 1959, 54:40 Min.
- ?: Charlotte Rothweiler: Alle inbegriffen – Regie: Wolfgang Schwade (NDR) – Erstsendung: 9. Juli 1959, 57:30 Min.
- ?: Hugo R. Bartels: Der Boden (Erzähler) – Regie: Heinrich Koch (NDR) – Erstsendung: 27. Juli 1959
- 1959: Werner Klose: Reifeprüfung (Vater Jurek) – Regie: Egon Monk (NDR) – Erstsendung: 23. Aug. 1959, 58:34 Min.
- 1959: Walter Kolbenhoff: Die Jagd nach dem Täter – 50. Folge: Die Affenmaske (Kommissar Field in Hongkong) – Regie: S. O. Wagner (NDR) – Erstsendung: 30. Aug. 1959, 34:23 Min.
- ?: Wolfgang Altendorf: Landhaus-Novelle (Erzähler) – Regie: Otto Kurth (WDR) – Erstsendung: 13. Okt. 1959, 48:00 Min.
- ?: Kurd E. Heyne: Abraham Lincoln – Der letzte Tag (Andrew Johnson) – Regie: Hans Dieter Schwarze (WDR) – Erstsendung: 10. Nov. 1959, 71:45 Min.
- 1959: Erwin Wickert: Robinson und seine Gäste (Klaus) – Regie: Fritz Schröder-Jahn (NDR/SWF) – Erstsendung: 6. Jan. 1960, 54:32 Min.
- ?: Ursula Deutschendorf: Von der Kunst, auf leichte Art Geld zu verdienen – Regie: Hermann Pfeiffer (WDR) – Erstsendung: 30. Jan. 1960, 73:35 Min.
- ?: William Saroyan: ... sagte mein Vater – Regie: Charlotte Niemann (RB) – Erstsendung: 16. Juni 1960, 56:25 Min.
- 1960: Bernard von Brentano: Theodor Chindler (Professor Theodor Chindler) – Regie: Gert Westphal (HR) – Erstsendung: 10. Okt. 1960, 118:50 Min.
- 1960: Jochen Schöberl: Die Jagd nach dem Täter – 71. Folge: Panik in Pearson (Bailey) – Regie: Gerda von Uslar (NDR) – Erstsendung: 23. Okt. 1960, 36:46 Min.
- ?: Ernst Schnabel: Das schweigende Dorf – Regie: Fritz Schröder-Jahn (NDR) – Erstsendung: 29. Jan. 1961, 72:30 Min.
- 1961: Edith Rossmann: Das Abenteuer in der Tundra – Regie: Heinz Dieter Köhler (WDR) – Erstsendung: 25. Mär. 1961, 25:15 Min.
- ?: Rino Sanders: Der Zufall geht zu Fuß (Robert Müller) – Regie: Gert Westphal (RB/HR) – Erstsendung: 2. Apr. 1961, 58:25 Min.
- 1962: Ephraim Kishon: Der Blaumilchkanal (Dr. Kuibishevsky) – Regie: Horst Loebe (RB/SDR) – Erstsendung: 22. Apr. 1962, 31:50 Min.
- 1963: Heinrich Mann: Die traurige Geschichte von Friedrich dem Großen (Kurfürst) – Regie: Gerhard Lippert (NDR) – Erstsendung: 10. Jan. 1963, 118:40 Min.
- ?: Arnold E. Ott: Der Mann auf der Feuerleiter (Doktor Taylor) – Regie: Günter Siebert (RB) – Erstsendung: 10. Jan. 1963, 35:25 Min.
- ?: Jürgen Breest: Das Ende der Träume (Vater) – Regie: Friedhelm Ortmann (RB) – Erstsendung: 1. Feb. 1963, 64:50 Min.
- ?: Wolfgang Beutin: Was sagen wir in Elberfeld? (Doktor Berger) – Regie: Friedhelm Ortmann (RB/HR) – Erstsendung: 15. Mär. 1963, 67:30 Min.
- 1963: Norman Lewis: Die Odyssee des Runyon Jones (Abteilungsleiter) – Regie: Otto Kurth (RB/SDR) – Erstsendung: 4. Okt. 1963, 37:52 Min.
- 1963: Nikolai von Michalewsky: Die wahren Fälle – 1. Folge: Ein ungeklärter Fall – Regie: Günter Siebert (RB) – Erstsendung: 30. Nov. 1963, 20:44 Min.
- 1964: Wendy Cooper: Bobbi wird Detektiv (Mr. Burling, Vater der Kinder) – Regie: Otto Kurth (NDR) – Erstsendung: 1964
- 1964: Miguel de Cervantes: Don Quixote de la Mancha – 1. Teil: Der Kampf mit den Windmühlen (Pfarrer) – Regie: Otto Kurth (NDR) – Erstsendung: ca. Aug. 1964, 38:34 Min.
- 1964: Miguel de Cervantes: Don Quixote de la Mancha – 3. Teil: Mambrins Helm (Pfarrer) – Regie: Otto Kurth (NDR) – Erstsendung: 13. Sep. 1964, 34:46 Min.
- ?: Nikolai von Michalewsky: Kidnapper am Werk – Regie: Jo Hess (RB) – Erstsendung: 31. Okt. 1964. 18:00 Min.
- 1964: Siegfried Lenz: Der Gesandte (Dr. Rudolf Dietze, der Gesandte) – Regie: Fritz Schröder-Jahn (NDR/HR/SFB) – Erstsendung: 4. Nov. 1964. 66:37 Min.
- 1965: Ermanno Maccario: Der absurde Traum des Monsieur Tulipe (Galilei) – Regie: Ulrich Lauterbach (RB) – Erstsendung: 19. Mär. 1965, 73:35 Min.
- 1965: Søren Kierkegaard: Tagebuch eines Verführers (Sprecher) – Regie: Hans Bernd Müller (NDR) – Erstsendung: 15. Dez. 1965, 81:55 Min.
- 1966: Rolf Haufs: Man wird sehen (Reisender) – Regie: Fritz Schröder-Jahn (NDR/SDR) – Erstsendung: 9. Feb. 1966, 40:00 Min.
- 1966: Sterling North: Jeremiah und der schwarze Bock (Sprecher) – Regie: Otto Kurth (NDR) – Erstsendung: 10. Apr. 1966, 70:33 Min.
- 1966: Wolfgang Beutin, Anonym: Der Fall Jean Calas (Pasquier) – Regie: Günter Bommert (RB) – Erstsendung: 15. Apr. 1966, 70:04 Min.
- 1966: Richard Hey: Ergänzungsbericht – Regie: Fritz Schröder-Jahn (HR/NDR) – Erstsendung: 20. Apr. 1966, 56:24 Min.
- 1966: Karl Günther Hufnagel: Konfektionen (2. Sprecher) – Regie: Robert Bichler (RB) – Erstsendung: 13. Mai 1966, 38:50 Min.
- 1966: Henry Reed: Die Straßen von Pompeji (McBride) – Regie: Fritz Schröder-Jahn (NDR) – Erstsendung: 24. Aug. 1966, 65:11 Min.
- 1966: Miodrag Djurdjevic: Die Falle (Untersuchungsrichter) – Regie: Hans Rosenhauer (NDR/HR) – Erstsendung: 10. Dez. 1966, 63:40 Min.
- 1967: Wolfgang Graetz: Die Verständigung (Karenberg) – Regie: Oswald Döpke (WDR) – Erstsendung: 1967, 28:15 Min.
- 1966: Wolfgang Graetz: Ein ganz gewöhnlicher Fall (Staatsanwalt) – Regie: Otto Kurth (HR/RB) – Erstsendung: 6. Jan. 1967, 28:15 Min.
- 1967: Georgi Markow: Der leere Raum (Professor) – Regie: Günter Siebert (RB) – Erstsendung: 5. Nov. 1967, 38:40 Min.
- 1967: Jules Verne: Von der Erde zum Mond – Regie: Otto Düben (WDR) – Erstsendung: 8. Jan. 1968, 58:20 Min.
- 1967: Theodor Weißenborn: Korsakow (Professor Stuckmann) – Regie: Raoul Wolfgang Schnell (WDR) – Erstsendung: 14. Feb. 1968, 53:20 Min.
- 1968: Hellmut von Cube: Der Prinz und der Betteljunge – 1. Teil (Erzähler) – Regie: Otto Kurth (NDR) – Erstsendung: 5. Mai 1968, 28:39 Min.
- 1968: Hellmut von Cube: Der Prinz und der Betteljunge – 2. Teil (Erzähler) – Regie: Otto Kurth (NDR) – Erstsendung: 19. Mai 1968, 28:37 Min.
- 1968: John Lucarotti: Gefährliche Kreuzfahrt (Alan Reid) – Regie: Otto Düben (SDR) – Erstsendung: 15. Juli 1968, 55:20 Min.
- 1968: Rolf Schneider: Prozeß in Nürnberg (Paulus) – Regie: Raoul Wolfgang Schnell (WDR) – Erstsendung: 31. Juli 1968, 116:05 Min.
- 1968: Gert Hofmann: Bericht über die Pest in London, erstattet von Bürgern der Stadt, die im Jahre 1665, zwischen Mai und November, daran zugrunde gingen (Bischof) – Regie: Heinz von Cramer (NDR/SWF/SFB/SR) – Erstsendung: 30. Okt. 1968, 87:22 Min.
- 1967: Theodor Weißenborn: Tempel des Geistes (Hans Paetsch) – Regie: Günter Bommert (RB) – Erstsendung: 10. Jan. 1969, 44:49 Min.
- 1969: Wolfgang Graetz: Widerstand gegen die Staatsgewalt (Kuhn) – Regie: Otto Düben (WDR) – Erstsendung: 18. Mär. 1969, 28:20 Min.
- 1968: Alan Plater: Heute ist Mittwoch (Erzähler) – Regie: Otto Düben (WDR) – Erstsendung: 26. Mär. 1969, 47:50 Min.
- 1969: Dieter Kühn: Umwerbung (VI) – Regie: Hans Gerd Krogmann (WDR) – Erstsendung: 10. Apr. 1969, 40:00 Min.
- 1969: Georg Heine: Der Tod des Ministers (Bekker) – Regie: Hans Rosenhauer (NDR) – Erstsendung: 16. Apr. 1969, 70:35 Min.
- 1969: Theodor Weißenborn: Der Schneider von Ulm oder Fortgesetzte Rede eines Mannes in unmöglicher Position (Arzt und Kommentator) – Regie: Oswald Döpke (WDR) – Erstsendung: 19. Juni 1969, 33:46 Min.
- 1969: Anonym: J wie Jason oder Die Suche nach unbezweifelbaren Sätzen (Der Vorleser) – Regie: Otto Düben (SDR) – Erstsendung: 11. Feb. 1970, 44:30 Min.
- 1970: Gert Hofmann: Orfila (Jodfabrikant) – Regie: Otto Düben (WDR/RIAS Berlin) – Erstsendung: 11. Feb. 1970, 57:34 Min.
- 1970: Ken Kaska: Ich höre die Hunde nicht mehr – Regie: Günter Bommert (RB) – Erstsendung: 11. Sep. 1970, 49:10 Min.
- 1970: Wolfgang Altendorf: Verkehrte Welt – Folge: Die Gänseblümchenpflückerin – Regie: ? (RB) – Erstsendung: 16. Jan. 1971, 16:37 Min.
- 1971: Eva Maria Mudrich: Das Experiment (3. Sprecher/Hausarzt Dr. K.) – Regie: Fritz Schröder-Jahn (NDR/SFB) – Erstsendung: 7. Aug. 1971, 52:00 Min.
- 1971: Nikolai von Michalewsky: Der Komplize (Wladislaw Berkmann) – Regie: Günter Siebert (RB) – Erstsendung: 8. Juli 1971
- 1971: Fabio Mauri: Englischstunde (Johnson) – Regie: Otto Düben (WDR) – Erstsendung: 14. Sep. 1971, 68:25 Min.
- 1971: Renke Korn: Das Attentat auf das Pferd des Brasilianers Joao Candia Bertoza (Vorsitzender) – Regie: Fritz Schröder-Jahn (NDR/SDR/BR) – Erstsendung: 22. Okt. 1971, 58:05 Min.
- 1971: Ludwig Harig: Versammelt Euch, daß ich Euch verkündige, was Euch begegnen wird in künftigen Zeiten – Regie: Heinz Hostnig (WDR/SR) – Erstsendung: 29. Dez. 1971, 34:10 Min.
- 1972: Peter Hoch: Ende gut – alles gut – Regie: Heinz Hostnig (NDR) – Erstsendung: 19. Feb. 1972, 28:20 Min.
- 1972: Ludwig Harig: Entstehung einer Wortfamilie – Regie: Heinz Hostnig (BR/WDR) – Erstsendung: 7. Apr. 1972, 52:30 Min.
- 1972: Karl Günther Hufnagel: Engelszungen (Herr Bernhard) – Regie: Günter Siebert (RB) – Erstsendung: 14. Apr. 1972, 41:07 Min.
- 1972: Adrian Rhys: Dauerverbindung angestrebt (Charles MacCartney) – Regie: Otto Düben (WDR) – Erstsendung: 13. Juni 1972, 36:30 Min.
- 1972: Simon Ruge: Fußbeschwerden oder Rotkäppchens wahre Geschichte (Älterer Mann) – Regie: Günter Bommert (RB) – Erstsendung: 8. Dez. 1972, 72:57 Min.
- 1972: Walter Aue: Tate & Tate (A-Sprecher) – Regie: Rolf Busch (NDR) – Erstsendung: 21. Jan 1973, 39:40 Min.
- 1973: Walter Kempowski: Haben Sie Hitler gesehen? – Regie: Hans Gerd Krogmann (WDR) – Erstsendung: 20. Feb. 1973, 43:54 Min.
- 1974: Rosemarie Bellman, Geoffrey Bellman: Gefallene Engel (Bischof) – Regie: Otto Düben (SDR) – Erstsendung: 15. Apr. 1974, 55:00 Min.
- 1974: Elmar Podlich: Ich, Heinrich von Kleist, kann da im Grund für alle Schriftsteller sprechen, liebe Lehrerinnen und Lehrer – Regie: Horst Loebe (RB) – Erstsendung: 5. Juli 1974, 38:30 Min.
- 1974: Reinhard Barth: Geschichten aus Weimar oder Wer rettet die Republik? – Regie: Reinhard Barth (NDR) – Erstsendung: 28. Sep. 1974, 91:40 Min.
- 1974: Helmut Eisendle: Salongespräch oder Die Chronik der geistigen Wunder schimmert fahl und zweideutig (Professor Holtzmann) – Regie: Günter Bommert (SDR) – Erstsendung: 6. Feb. 1975, 38:40 Min.
- 1975: Raymond Ragan Butler: Mord à la carte (Sir George Major) – Regie: Heiner Schmidt (SDR) – Erstsendung: 17. Feb. 1975
- 1974: Ludwig Harig: Zeit und Raum verschwinden mit den Dingen – 5. Teil (Karl Popper) – Regie: Hans Rosenhauer (NDR) – Erstsendung: 1. Mär. 1975, 85:32 Min.
- 1974: Ludwig Harig: Zeit und Raum verschwinden mit den Dingen – 6. Teil (Diderot) – Regie: Heinz Hostnig (NDR) – Erstsendung: 29. Mär. 1975, 84:43 Min.
- 1975: François Rabelais: Gargantua und Pantagruel – 1. Teil (Rabelais) – Regie: Heinz Hostnig (NDR) – Erstsendung: 7. Mai 1975, 41:20 Min.
- 1975: François Rabelais: Gargantua und Pantagruel – 2. Teil (Rabelais) – Regie: Heinz Hostnig (NDR) – Erstsendung: 14. Mai 1975, 41:30 Min.
- 1975: François Rabelais: Gargantua und Pantagruel – 3. Teil (Rabelais) – Regie: Heinz Hostnig (NDR) – Erstsendung: 21. Mai 1975, 46:55 Min.
- 1975: Wolf und Dorothea Middendorff: Der Fall Chillingworth (Richter Morrow) – Regie: Otto Düben (BR/RAI) – Erstsendung: 25. Sep. 1975
- 1975: Elmar Podlich: Türme, hochhinaus (Karl Körtlich) – Regie: Hans Rosenhauer (NDR) – Erstsendung: 29. Nov. 1975, 45:10 Min.
- 1975: Hubert Wiedfeld: Wernicke. Eine Familienserie – 27. Folge: Spinn doch nicht rum, Alter oder Das ist doch eigentlich unser Gedicht! (Vorstands-Vorsitzender) – Regie: Hans Rosenhauer (NDR/WDR) – Erstsendung: 12. Dez. 1975, 24:20 Min.
- 1975: Dieter Kühn: Das lullische Spiel (Ramon IV, etwa 60-jährig) – Regie: Heinz Hostnig (NDR/BR/SDR) – Erstsendung: 13. Dez. 1975, 43:58 Min. (Stereo-Kunstkopf)
- 1975: Theodor Fontane, Hermann Wenninger: Cécile (Hofprediger Dörffel) – Regie: Hermann Wenninger (NDR) – Erstsendung: 21. Dez. 1975, 67:35 Min.
- 1975: Theodor Fontane, Hermann Wenninger: Cécile (Hofprediger Dörffel) – Regie: Hermann Wenninger (NDR) – Erstsendung: 28. Dez. 1975, 71:50 Min.
- 1975: Wolfgang Altendorf: Kàstàrs Vision (Professor Patterson) – Regie: Günter Siebert (RB) – Erstsendung: 18. Feb. 1976, 47:22 Min.
- 1976: Ernst Toller: Berlin, letzte Ausgabe! (Präsident) – Regie: Günter Bommert (RB/SWF/WDR) – Erstsendung: 19. Mär. 1976, 46:33 Min.
- 1976: Raymond Queneau: Der Flug des Ikarus – 2. Teil (Maitretout) – Regie: Otto Kurth (NDR) – Erstsendung: 15. Dez. 1976, 46:30 Min.
- 1976: Raymond Queneau: Der Flug des Ikarus – 3. Teil (Maitretout) – Regie: Otto Kurth (NDR) – Erstsendung: 29. Dez. 1976, 49:05 Min.
- 1977: Armand Lanoux: Der Hüter der Bienen (Maillol) – Regie: Bernd Lau (SWF) – Erstsendung: 19. Mai 1977, 81:07 Min.
- 1978: Herbert Lichtenfeld: Die Verbände distanzieren sich (Grün) – Regie: Hans Bernd Müller (RB) – Erstsendung: 10. Mär. 1978, 38:07 Min.
- 1978: Urs Ledergerber: Doppelte Beweisführung mit einem Unbekannten – Regie: Günter Bommert (RB) – Erstsendung: 6. Okt. 1978, 33:58 Min.
- 1979: Christopher Whelen: Antichambre (Vater) – Regie: Heinz von Cramer (NDR/SDR/HR) – Erstsendung: 20. Okt. 1979, 99:54 Min.
- 1979: Inge Stolten: Damals und heute (1. Stimme) – Regie: Hans Rosenhauer (NDR) – Erstsendung: 18. Nov. 1979, 55:56 Min.
- 1979: Ricarda Huch: Die Erinnerungen von Ludolf Ursleu dem Jüngeren – 1. Teil (Urgroßvater, Ferdinand Olethurm) – Regie: Hans Rosenhauer (NDR) – Erstsendung: 1. Dez. 1979, 64:00 Min.
- 1979: Ricarda Huch: Die Erinnerungen von Ludolf Ursleu dem Jüngeren – 2. Teil (Urgroßvater, Ferdinand Olethurm) – Regie: Hans Rosenhauer (NDR) – Erstsendung: 2. Dez. 1979, 60:30 Min.
- 1980: Thomas Rübenacker: Unheimlich intensiv (Stimme I) – Regie: Thomas Rübenacker (NDR) – Erstsendung: 10. Dez. 1980, 60:36 Min.
- ?: Forster Bernhard: Verdacht (Sanders, Autohändler) – Regie: Uwe Friedrichsen (RB/NDR) – Erstsendung: 16. Mär. 1981, 46:00 Min.
- 1981: André Picot, Maurice Roland: Herr Leonides (Leonides) – Regie: Hans Jürgen Ott (RB) – Erstsendung: 28. Mai 1981, 55:45 Min.
- 1981: Doris Lessing: Bericht über die bedrohte Stadt (Kommentator) – Regie: Hans Rosenhauer (NDR) – Erstsendung: 15. Okt. 1981, 63:30 Min.
- 1981: John Peacock: Attard im Ruhestand (Walter Attard) – Regie: Harald Koerner (SWF) – Erstsendung: 17. Nov. 1981, 59:13 Min.
- 1981: John C. Wilsher: Mikrokosmos (Alter Mann) – Regie: Elmar Boensch (WDR) – Erstsendung: 21. Nov. 1981, 22:14 Min.
- 1981: Richard Farber: Die Tore Jerusalems (Das Jaffa-Tor) – Regie: Richard Farber (RB/BR) – Erstsendung: 9. Apr. 1982, 36:30 Min.
- 1984: Günter Eich: Der 29. Februar – Regie: Peter Michel Ladiges (SWF) – Erstsendung: 28. Feb. 1984, 33:45 Min.
- 1984: Abdel Moneim Laban: Hochzeitsgäste (2. Erzähler) – Regie: Günter Bommert (RB) – Erstsendung: 8. Jan. 1985, 46:45 Min.
- 1985: Eve Dessarre: Jakob – Regie: Otto Düben (WDR) – Erstsendung: 4. Apr. 1985, 50:24
- 1985: Michael Leinert: Schandal op'n Gänsemarkt (Richter) – Regie: Michael Leinert (RB/NDR) – Erstsendung: 22. Juli 1985, 47:39 Min. (Plattdeutsch)
- 1985: Fritz J. Raddatz: Der Pound-Prozeß (Erzähler) – Regie: Gunter Hahn (DLF/WDR) – Erstsendung: 26. Okt. 1985, 82:45 Min.
- 1985: Forster Bernhard: In de eegen Tasch (Kommissar) – Regie: Walter A. Kreye (RB/NDR) – Erstsendung: 9. Dez. 1985, 49:25 Min.
- 1986: Guntram Vesper: Laterna Magica (Erzähler) – Regie: Günter Bommert (SWF/HR/RB) – Erstsendung: 22. Mai 1986, 51:55 Min.
- ?: Frank Grupe: Ut'n Finster kieken (Pastor) – Regie: Jochen Schütt (RB/NDR) – Erstsendung: 29. Sep. 1986, 58:00 Min. (Plattdeutsch)
- 1987: Pedro Calderón de la Barca: Des Menschen Unterhaltsprozess gegen Gott – Regie: Friedhelm Ortmann (WDR) – Erstsendung: 14. Nov. 1987, 110:50 Min.
- 1989: Werner Boder: Tot – aber lebendig – 1. Teil (Johann Wolfgang von Goethe) – Regie: Thomas Köhler (SWF) – Erstsendung: 18. Feb. 1989, 112:53 Min.
- 1993: Yōko Tawada: Wo Europa anfängt (2. Passagier) – Regie: Corinne Frottier (SWF) – Erstsendung: 31. Juli 1993, 27:40 Min.
- 1994: Thomas Kaiser, Markus Mußinghoff: Die Folter (Ehrenwerter Baron) – Regie: Heidrun Nass (SR) – Erstsendung: 26. Okt. 1994, 72:17 Min.
- 1997: Christiane Ohaus, Hans Helge Ott: Hier endet das Meer und das Land beginnt (Eca de Queiroz) – Regie: Hans Helge Ott (RB) – Erstsendung: 19. Okt. 1997, 88:48 Min.
- 2002: Frank Gustavus: Jack The Ripper (Richter Stephen) – Regie: Frank Gustavus (Karlheinz Barwasser) – Erstsendung: 20. Apr. 2002 (DLF), 54:29 Min.
- 1956: Georges Simenon: Der Passagier vom 1. November – 1. Teil (Der Anwalt) – Regie: Fritz Schröder-Jahn (NWDR) – Erstsendung: 22. Aug. 2021 (NDR Kultur), 51:54 Min. (Ausstrahlungsdatum einer dreiteiligen Fassung)
- 1956: Georges Simenon: Der Passagier vom 1. November – 2. Teil (Der Anwalt) – Regie: Fritz Schröder-Jahn (NWDR) – Erstsendung: 29. Aug. 2021 (NDR Kultur), 48:12 Min. (Ausstrahlungsdatum einer dreiteiligen Fassung)
- 1956: Georges Simenon: Der Passagier vom 1. November – 3. Teil (Der Anwalt) – Regie: Fritz Schröder-Jahn (NWDR) – Erstsendung: 5. Sep. 2021 (NDR Kultur), 48:16 Min. (Ausstrahlungsdatum einer dreiteiligen Fassung)

## Weitere Hörspiele (Auswahl)
- 1978: Fünf Freunde: Folge 3 – und das Burgverlies (Hörspiel)
- 1984–1987: Flitze Feuerzahn – Erzähler (Hörspiel)
- 1985: Walt Disneys: Taran und der Zauberkessel (Hörspiel)
- 1986: Walt Disneys: Onkel Donalds Weihnachtswunsch (Hörspiel)
- 1986: Die drei Fragezeichen: Folge 39 – und die Perlenvögel (Hörspiel)
- 1990: Walt Disneys: Arielle die Meerjungfrau (Hörspiel)
- 1992: Walt Disneys: Aladdin und die Wunderlampe (Hörspiel)
- 1993: Klassik für Kids: Mozart was here (Erzähler; Hörspiel und Musik mit Justus Frantz)
- 1996: Die drei Fragezeichen: Folge 67 – und das Geheimnis der Särge (Hörspiel)
- 1999: Die drei Fragezeichen: Folge 88 – Vampir im Internet (Hörspiel)
- 1999: Wilhelm Busch: Max und Moritz und andere heitere Geschichten (JUMBO Neue Medien & Verlag)
- 2000: Sibylle von Olfers: Etwas von den Wurzelkindern & weitere Geschichten (JUMBO Neue Medien & Verlag)
- 2016: Miguel de Cervantes: Don Quixote von la Mancha (Erzähler, Gekürzte Lesung 918 Minuten, Neuauflage Der Hörverlag)